# غار الدماء
غار الدماء (به عربی: غار الدماء) یک منطقهٔ مسکونی در تونس است که در استان جندوبه واقع شده‌است. غار الدماء ۱۹٬۵۷۴ نفر جمعیت دارد.